# Le Guédeniau
Le Guédeniau és un municipi francès situat al departament de Maine i Loira i a la regió de País del Loira. L'any 2007 tenia 311 habitants.

## Demografia

### Població
El 2007 la població de fet de Le Guédeniau era de 311 persones. Hi havia 127 famílies de les quals 41 eren unipersonals (8 homes vivint sols i 33 dones vivint soles), 49 parelles sense fills, 33 parelles amb fills i 4 famílies monoparentals amb fills.
La població ha evolucionat segons el següent gràfic:
Habitants censats

### Habitatges
El 2007 hi havia 194 habitatges, 133 eren l'habitatge principal de la família, 51 eren segones residències i 10 estaven desocupats. 191 eren cases i 2 eren apartaments. Dels 133 habitatges principals, 99 estaven ocupats pels seus propietaris, 31 estaven llogats i ocupats pels llogaters i 3 estaven cedits a títol gratuït; 9 tenien dues cambres, 29 en tenien tres, 43 en tenien quatre i 52 en tenien cinc o més. 102 habitatges disposaven pel capbaix d'una plaça de pàrquing. A 56 habitatges hi havia un automòbil i a 62 n'hi havia dos o més.

### Piràmide de població
La piràmide de població per edats i sexe el 2009 era:
| Homes | Edats   | Dones |
| ----- | ------- | ----- |
| 0     | 95 o +  | 0     |
| 0     | 90 a 94 | 4     |
| 0     | 85 a 89 | 8     |
| 0     | 80 a 84 | 8     |
| 8     | 75 a 79 | 8     |
| 8     | 70 a 74 | 8     |
| 0     | 65 a 69 | 12    |
| 12    | 60 a 64 | 8     |
| 16    | 55 a 59 | 12    |
| 8     | 50 a 54 | 4     |
| 4     | 45 a 49 | 4     |
| 8     | 40 a 44 | 4     |
| 24    | 35 a 39 | 20    |
| 8     | 30 a 34 | 4     |
| 4     | 25 a 29 | 20    |
| 8     | 20 a 24 | 4     |
| 4     | 15 a 19 | 4     |
| 8     | 10 a 14 | 24    |
| 20    | 5 a 9   | 0     |
| 12    | 0 a 4   | 16    |

## Economia
El 2007 la població en edat de treballar era de 177 persones, 140 eren actives i 37 eren inactives. De les 140 persones actives 133 estaven ocupades (72 homes i 61 dones) i 6 estaven aturades (4 homes i 2 dones). De les 37 persones inactives 15 estaven jubilades, 9 estaven estudiant i 13 estaven classificades com a «altres inactius».

### Ingressos
El 2009 a Le Guédeniau hi havia 140 unitats fiscals que integraven 320,5 persones, la mediana anual d'ingressos fiscals per persona era de 15.518 €.

### Activitats econòmiques
Dels 12 establiments que hi havia el 2007, 1 era d'una empresa alimentària, 1 d'una empresa de fabricació d'altres productes industrials, 2 d'empreses de construcció, 1 d'una empresa de comerç i reparació d'automòbils, 3 d'empreses d'hostatgeria i restauració, 1 d'una empresa immobiliària, 1 d'una empresa de serveis i 2 d'empreses classificades com a «altres activitats de serveis».
Dels 5 establiments de servei als particulars que hi havia el 2009, 1 era un paleta, 1 lampisteria, 2 restaurants i 1 agència immobiliària.
L'únic establiment comercial que hi havia el 2009 era una fleca.
L'any 2000 a Le Guédeniau hi havia 8 explotacions agrícoles.

## Equipaments sanitaris i escolars
El 2009 hi havia una escola elemental integrada dins d'un grup escolar amb les comunes properes formant una escola dispersa.

## Poblacions més properes
El següent diagrama mostra les poblacions més properes.